# Vieux-Rouen-sur-Bresle
Vieux-Rouen-sur-Bresle és un municipi francès situat al departament del Sena Marítim i a la regió de Normandia. L'any 2007 tenia 673 habitants.

## Demografia

### Població
El 2007 la població de fet de Vieux-Rouen-sur-Bresle era de 673 persones. Hi havia 253 famílies de les quals 56 eren unipersonals (24 homes vivint sols i 32 dones vivint soles), 76 parelles sense fills, 101 parelles amb fills i 20 famílies monoparentals amb fills.
La població ha evolucionat segons el següent gràfic:
Habitants censats

### Habitatges
El 2007 hi havia 300 habitatges, 261 eren l'habitatge principal de la família, 20 eren segones residències i 18 estaven desocupats. 298 eren cases i 1 era un apartament. Dels 261 habitatges principals, 194 estaven ocupats pels seus propietaris, 61 estaven llogats i ocupats pels llogaters i 6 estaven cedits a títol gratuït; 5 tenien dues cambres, 25 en tenien tres, 80 en tenien quatre i 151 en tenien cinc o més. 188 habitatges disposaven pel capbaix d'una plaça de pàrquing. A 127 habitatges hi havia un automòbil i a 97 n'hi havia dos o més.

### Piràmide de població
La piràmide de població per edats i sexe el 2009 era:
| Homes | Edats   | Dones |
| ----- | ------- | ----- |
| 0     | 95 o +  | 4     |
| 0     | 90 a 94 | 0     |
| 8     | 85 a 89 | 4     |
| 0     | 80 a 84 | 4     |
| 16    | 75 a 79 | 24    |
| 16    | 70 a 74 | 16    |
| 12    | 65 a 69 | 16    |
| 12    | 60 a 64 | 12    |
| 4     | 55 a 59 | 12    |
| 24    | 50 a 54 | 16    |
| 20    | 45 a 49 | 20    |
| 36    | 40 a 44 | 24    |
| 28    | 35 a 39 | 24    |
| 32    | 30 a 34 | 16    |
| 8     | 25 a 29 | 20    |
| 12    | 20 a 24 | 16    |
| 16    | 15 a 19 | 12    |
| 24    | 10 a 14 | 28    |
| 36    | 5 a 9   | 28    |
| 24    | 0 a 4   | 12    |

## Economia
El 2007 la població en edat de treballar era de 420 persones, 313 eren actives i 107 eren inactives. De les 313 persones actives 283 estaven ocupades (161 homes i 122 dones) i 30 estaven aturades (19 homes i 11 dones). De les 107 persones inactives 24 estaven jubilades, 27 estaven estudiant i 56 estaven classificades com a «altres inactius».

### Ingressos
El 2009 a Vieux-Rouen-sur-Bresle hi havia 260 unitats fiscals que integraven 651 persones, la mediana anual d'ingressos fiscals per persona era de 16.739 €.

### Activitats econòmiques
Dels 19 establiments que hi havia el 2007, 2 eren d'empreses extractives, 1 d'una empresa alimentària, 4 d'empreses de fabricació d'altres productes industrials, 4 d'empreses de construcció, 3 d'empreses de comerç i reparació d'automòbils, 3 d'empreses de transport, 1 d'una empresa d'hostatgeria i restauració i 1 d'una empresa de serveis.
Dels 4 establiments de servei als particulars que hi havia el 2009, 1 era una oficina de correu, 2 paletes i 1 electricista.
Dels 2 establiments comercials que hi havia el 2009, 1 era una botiga de menys de 120 m² i 1 una botiga d'electrodomèstics.
L'any 2000 a Vieux-Rouen-sur-Bresle hi havia 15 explotacions agrícoles que ocupaven un total de 710 hectàrees.

## Equipaments sanitaris i escolars
El 2009 hi havia una escola elemental.

## Poblacions més properes
El següent diagrama mostra les poblacions més properes.